# گای فورگت
گای فورژه (انگلیسی: Guy Forget؛ زاده ۴ ژانویهٔ ۱۹۶۵) یک تنیس‌باز اهل فرانسه است.